# Weingut Georg Müller Stiftung

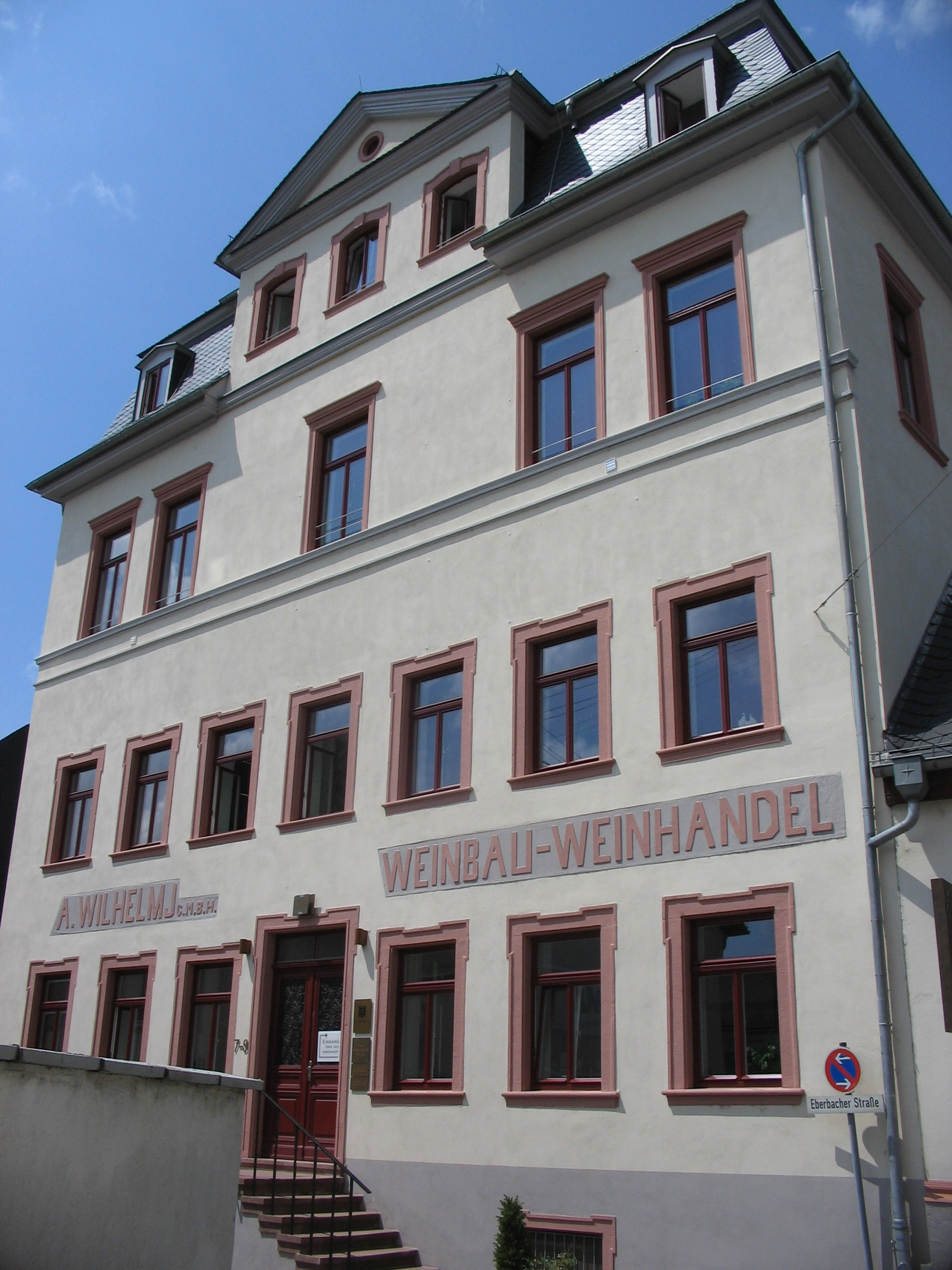
Das historische Haus Wilhelmj als Stammhaus des Weingutes

Das Weingut Georg Müller Stiftung in Hattenheim ist ein Weingut im Weinanbaugebiet Rheingau. Es ist Mitglied im Verband Deutscher Prädikatsweingüter (VDP).

## Geschichte
Gegründet wurde das Weingut Ende des 19. Jahrhunderts von Georg Müller, dem Enkel des Eltviller Sektfabrikaten Matheus Müller.
Am 6. Dezember 1913 stiftete Georg Müller das Weingut seiner Heimatgemeinde Hattenheim: Aus dem Weingut „Georg Müller“ wurde so die „Georg Müller Stiftung“ mit der Auflage, die Erträge den Bedürftigen der Gemeinde zukommen zu lassen. Das Weingut, das sich zunächst im Georg-Müller-Haus in der heutigen Georg-Müller-Straße befand, wurde später in das historische Wilhelmj-Haus in der Eberbacher Straße verlegt. Hattenheim wurde dann im Jahre 1972 in das Stadtgebiet von Eltville am Rhein eingemeindet. Danach hat das Gut die Bezeichnung „Weingut der Stadt Eltville“ bis zur Privatisierung zusätzlich getragen.
Diese erfolgte im Jahr 2003, als Peter Winter, ehemals Vorstandsvorsitzender der WIV AG das Weingut kaufte, die Weinberge von der Stadt pachtete und Gebäude und Anlagen sanierte.

Das legendäre Riesenfaß im Gewölbekeller des Wilhelmj-Hauses

Eines der größten Holzfässer Deutschlands war früher Teil des Weinkellers. Das so genannte Hattenheimer Riesenfass wurde allerdings 1937 abgeschlagen. An seinem früheren Aufstellungsort befindet sich heute ein Veranstaltungsraum. Darunter befindet sich der „Kunstkeller“, ein Gewölbe mit einer zeitgenössischen Kunstausstellung.
Die Weinberge der Georg Müller Stiftung werden naturnah nach den Richtlinien des umweltschonenden, integrierten Weinbaus bewirtschaftet. Auf mineralischen Dünger wird zu Gunsten von Humusausbringung und Leguminoseneinsaat verzichtet. Gelesen werden die Trauben nahezu ausschließlich von Hand. Der Ertrag liegt unter den gesetzlichen Höchstmengen.
Der Ausbau der Rieslinge erfolgt hauptsächlich in modernen Edelstahltanks. Sämtliche Rotweine werden in Barriquefässern vergoren und ausgebaut. Ebenso der für den Rheingau untypische Auxerrois, der auch – ohne Holzfasskontakt – zu Sekt verarbeitet wird.
Die Gärung der Weißweine wird durch ein Kühlsystem gesteuert, durch das auch die natürliche Restsüße der Weine bewahrt wird. Pump- und Mischvorgänge werden weitgehend vermieden um die feine Frucht der Weißweine zu bewahren.

## Lagen

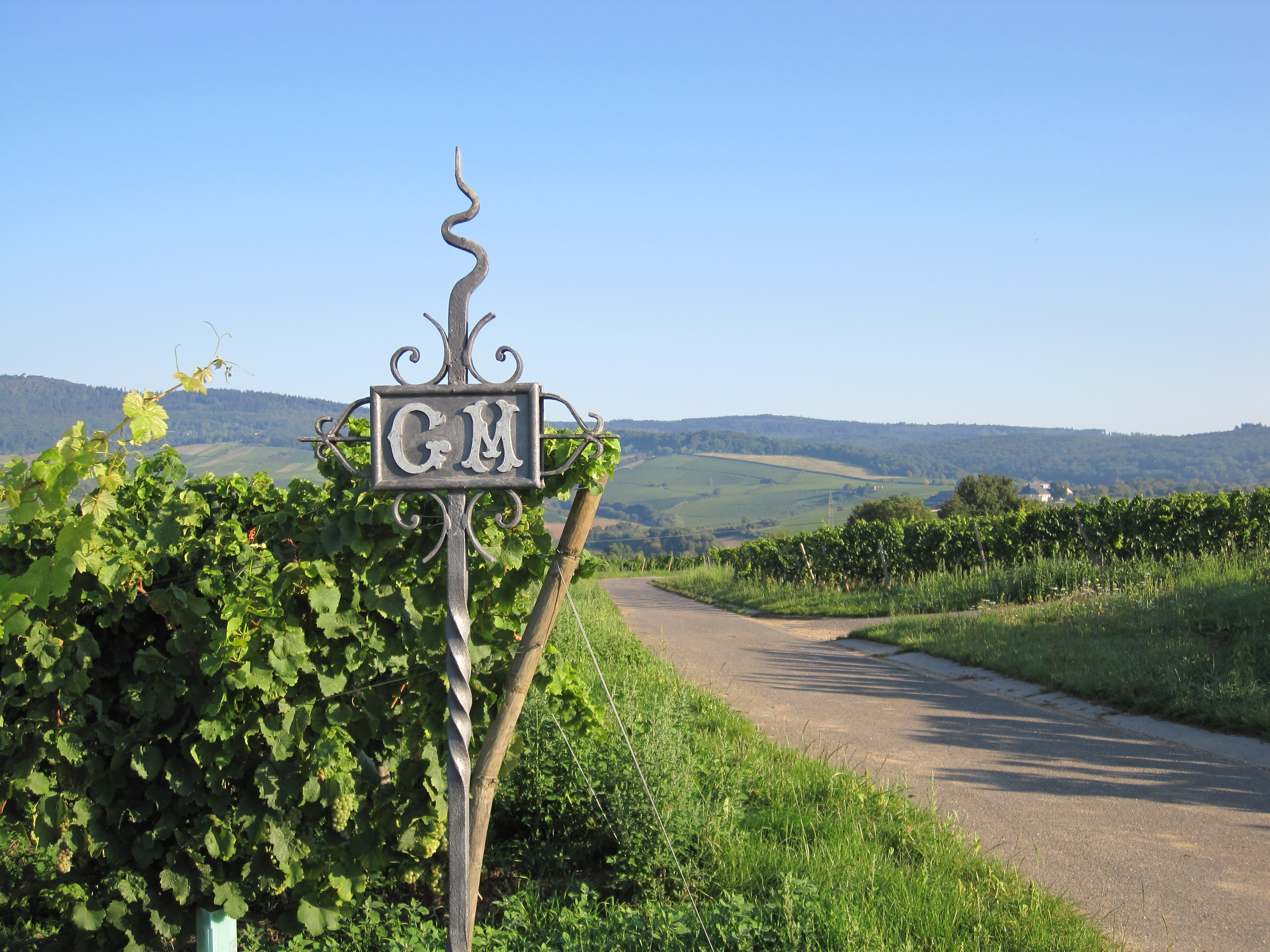
Historisches Weinbergszeichen in der Hattenheimer Lage Schützenhaus

Das Weingut bewirtschaftet eine Rebfläche von 20,8 ha, darunter die Lagen
- Hattenheimer Schützenhaus
- Hattenheimer Hassel
- Hattenheimer Nußbrunnen
- Hattenheimer Wisselbrunnen
- Hattenheimer Engelmannsberg
- Hattenheimer Heiligenberg

In allen diesen Weinbergen (außer dem letztgenannten) besitzt das Gut klassifizierte Erstes-Gewächs-Lagen. Aus dem Jahrgang 2007 wurden erstmals Weine dieser Güteklasse erzeugt.

## Rebsorten
Die Hauptrebsorte mit über 80 % Anteil ist der Riesling, gefolgt von den roten Rebsorten Spätburgunder und Frühburgunder mit zusammen 10 %.

Der Rest verteilt sich auf die Sorten Müller-Thurgau, Ehrenfelser und Auxerrois.

## Auszeichnungen
Die Weine des Weingutes wurden in den letzten Jahren auf nationaler und internationaler Ebene vielfach ausgezeichnet und prämiert. So wurde z. B. der 2007 Hattenheimer Schützenhaus Riesling Spätlese trocken bei der International Riesling Challenge in Canberra zum besten trockenen Riesling der nördlichen Hemisphäre und zu einem der zehn besten Rieslingen der Welt gewählt.